# Lekkoatletyka na Letnich Igrzyskach Paraolimpijskich 2012 – 100 metrów T46 kobiet
W biegu na 100 metrów kl. T46 kobiet podczas Letnich Igrzysk Paraolimpijskich 2012 rywalizowało ze sobą 13 zawodniczek. W konkursie udział wzięły zawodniczki z jedną ręką amputowaną powyżej łokcia.

## Wyniki

### Eliminacje

#### Bieg 1
| Miejsce | Zawodniczka                     | Państwo         | Czas  | Uwagi |
| ------- | ------------------------------- | --------------- | ----- | ----- |
| 1.      | Yunidis Castillo                | Kuba            | 11.95 | Q, WR |
| 2.      | Nikol Rodomakina                | Rosja           | 12.58 | Q     |
| 3.      | Sally Brown                     | Wielka Brytania | 13.67 | Q     |
| 4.      | Styliani Smaragdi               | Grecja          | 13.94 | q, PB |
| 5.      | Amara Lallwala Palliyagurunnans | Sri Lanka       | 13.96 | PB    |
| 6.      | Maiya Bisunkhe                  | Nepal           | 16.48 | PB    |
|         | Ouyang Jingling                 | Chiny           | DNS   |       |

#### Bieg 2
| Miejsce | Zawodniczka        | Państwo       | Czas  | Uwagi |
| ------- | ------------------ | ------------- | ----- | ----- |
| 1.      | Wang Yanping       | Chiny         | 12.82 | Q, RR |
| 2.      | Katarzyna Piekart  | Polska        | 13.04 | Q, PB |
| 3.      | Sheila Finder      | Brazylia      | 13.13 | Q, PB |
| 4.      | Carlee Beattie     | Australia     | 13.16 | q, SB |
| 5.      | Yengus Dese Azenaw | Etiopia       | 14.41 | PB    |
| 6.      | Ussumane Cande     | Gwinea Bissau | 14.87 | SB    |

### Finał
| Miejsce | Zawodniczka       | Państwo         | Czas  | Uwagi |
| ------- | ----------------- | --------------- | ----- | ----- |
|         | Yunidis Castillo  | Kuba            | 12.01 |       |
|         | Nikol Rodomakina  | Rosja           | 12.49 | ER    |
|         | Wang Yanping      | Chiny           | 12.89 |       |
| 4       | Katarzyna Piekart | Polska          | 13.10 |       |
| 5       | Sheila Finder     | Brazylia        | 13.33 |       |
| 6       | Sally Brown       | Wielka Brytania | 13.74 |       |
| 7       | Styliani Smaragdi | Grecja          | 14.01 |       |
|         | Carlee Beattie    | Australia       | DNS   |       |